# Network Information System
Il Network Information System  (NIS) è il sistema informatizzato usato da Borsa Italiana per la trasmissione in tempo reale delle informazioni.

## Finalità
Il mercato cerca di privilegiare informazioni diffuse a mercato chiuso per evitare sospensioni del titolo (trading halt) durante la seduta di Borsa; il tema del timing della diffusione dell'informazione si trasferisce perciò sull'evitare che il mercato abbia sospensioni. D'altra parte però la legge dice che le imprese devono comunicare le informazioni importanti al pubblico e lo debbano fare attraverso il mercato.
Per questo nasce il NIS, che collega via Internet Borsa Italiana, le società quotate, la Consob e le agenzie di stampa. Le società inviano al NIS, che inoltra alla Borsa e alla Consob. Quindi dopo 15 minuti mandano le informazioni anche alle agenzie di stampa: Borsa e Consob in questo lasso di tempo decidono se trattenere il comunicato.